# Großer Preis von Deutschland 1965
Der Große Preis von Deutschland 1965 (offiziell XXVII Großer Preis von Deutschland) fand am 1. August auf dem Nürburgring in Nürburg statt und war das siebte Rennen der Automobil-Weltmeisterschaft 1965.

## Berichte

### Hintergrund

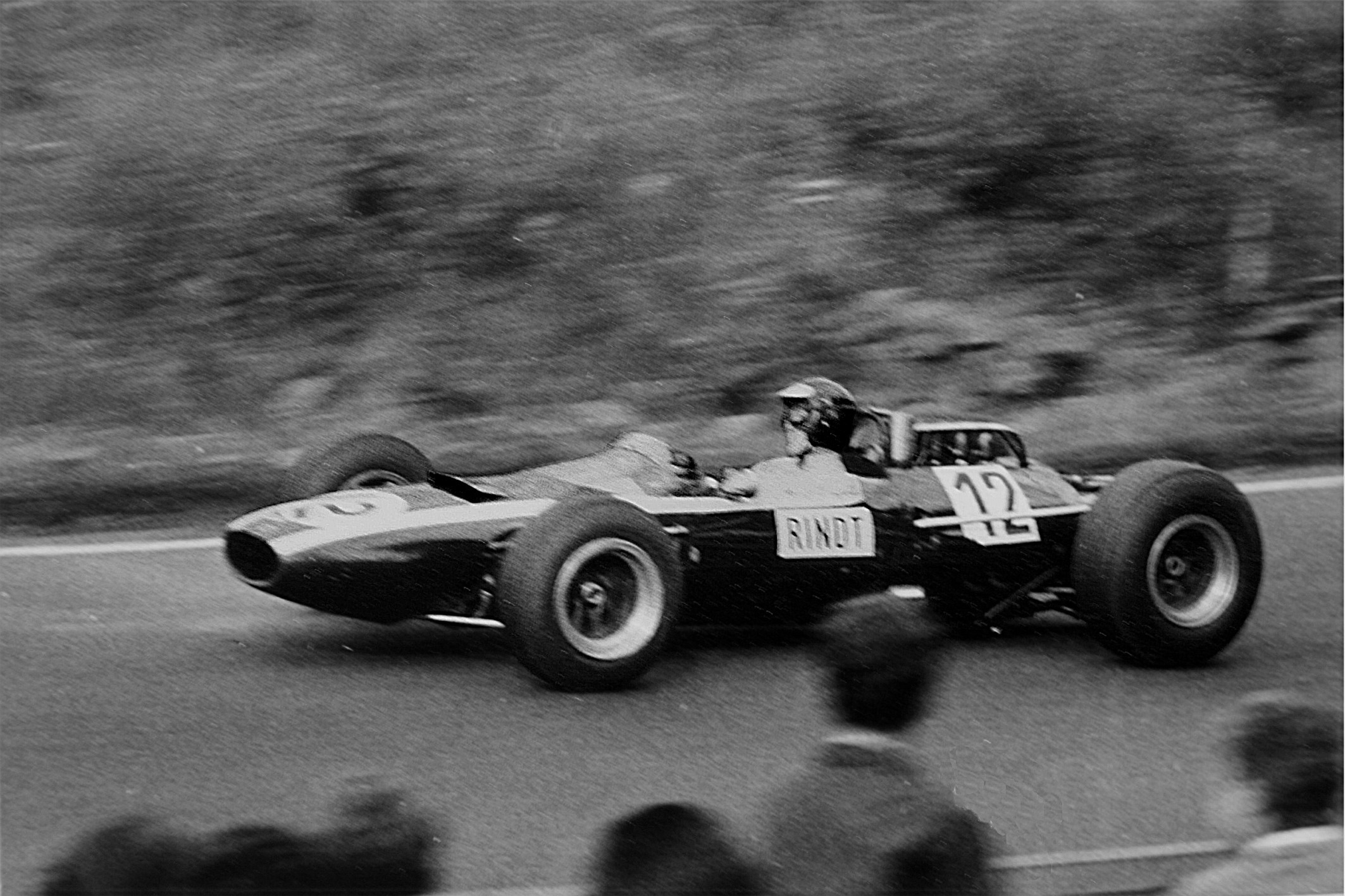
Erste WM-Punkte für Jochen Rindt (auf Cooper)

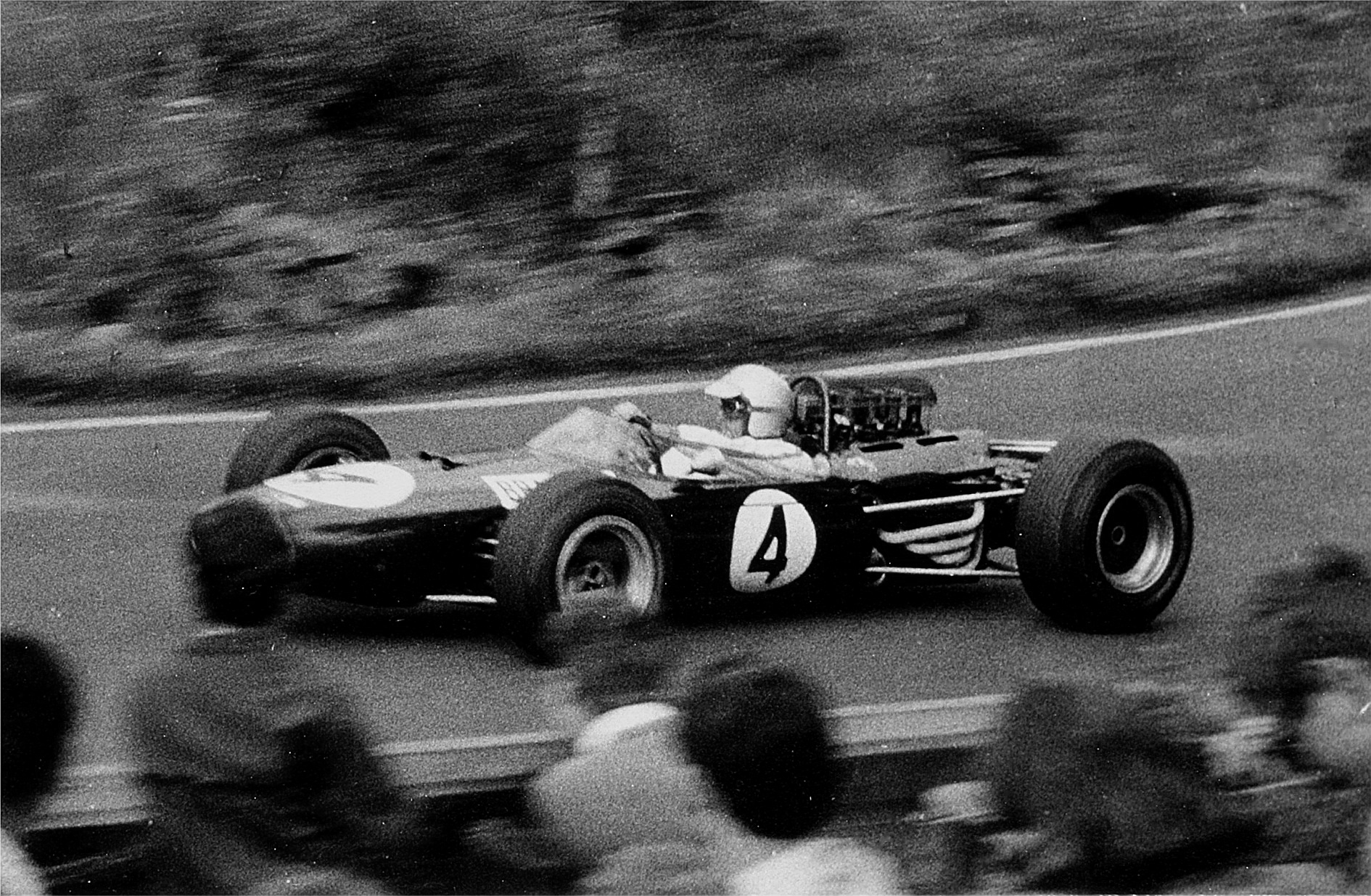
Jack Brabham auf Brabham

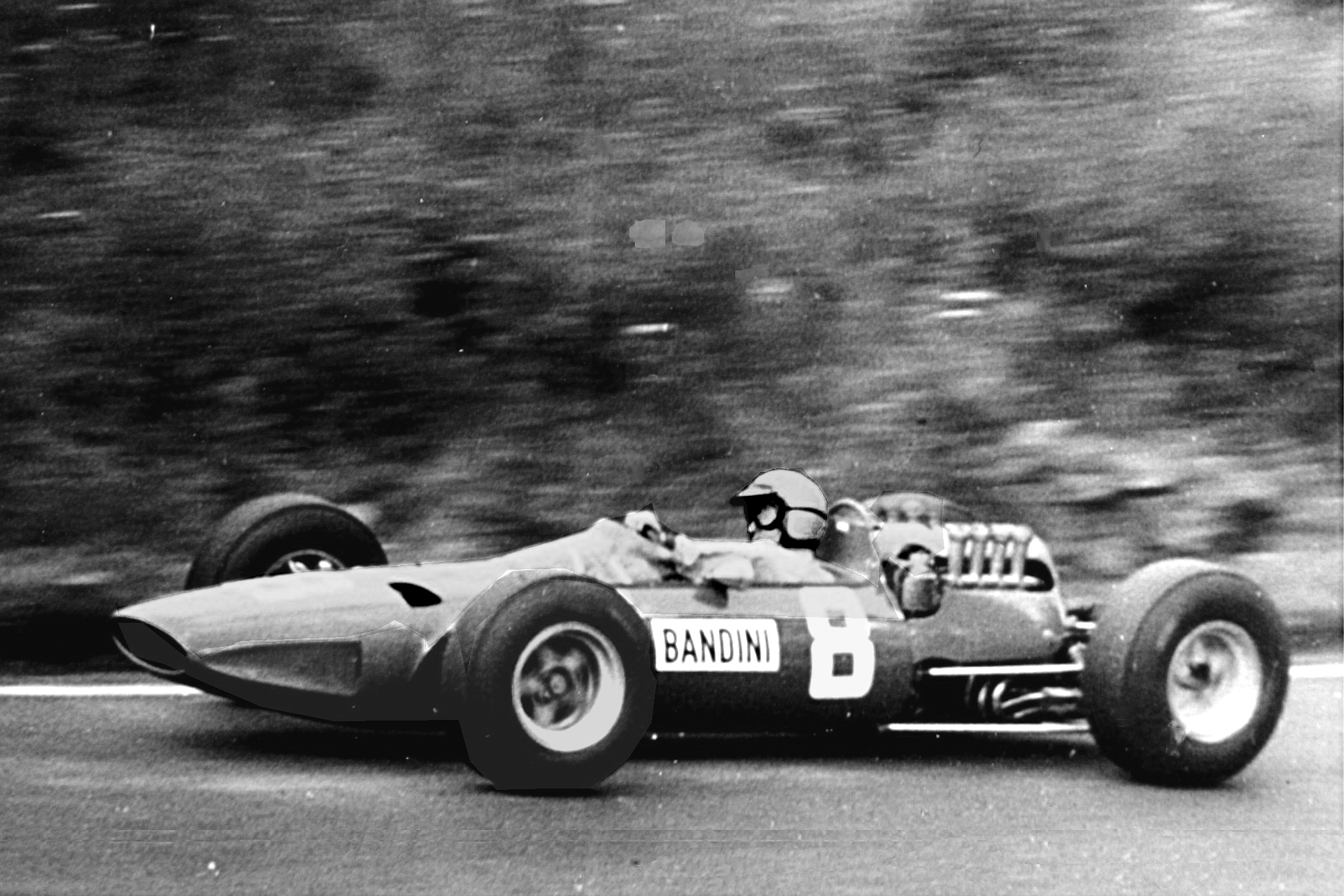
Lorenzo Bandini im Ferrari 158, Sechster hinter Brabham

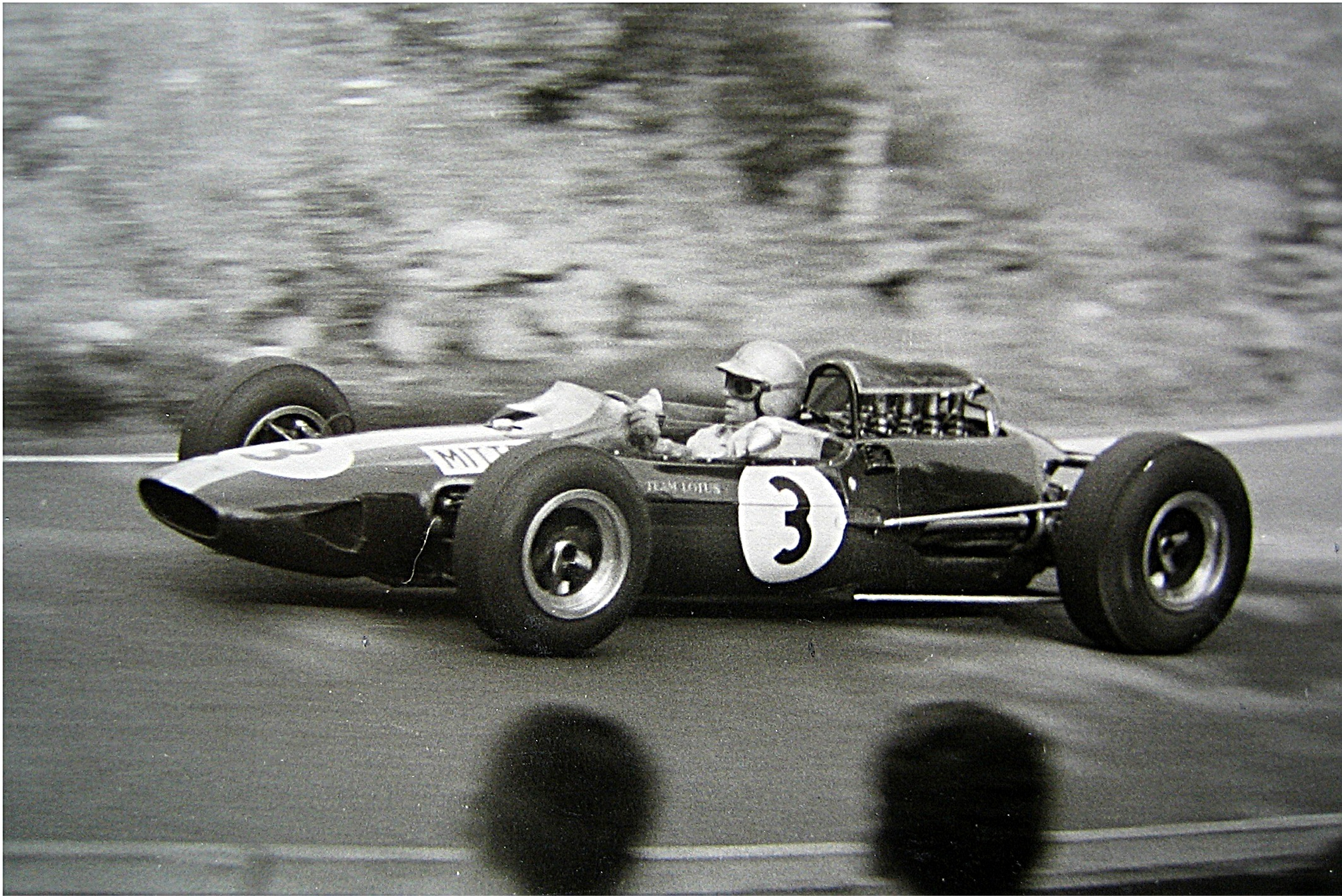
Einziges Saisonrennen für Gerhard Mitter im Lotus

Vier Rennen vor Saisonende hatte Jim Clark die Chance, mit einem Sieg vorzeitig Weltmeister zu werden. Clark hatte außer Monaco alle fünf vorhergehenden Saisonrennen gewonnen. Den Großen Preis von Monaco hatte er ausgelassen, um stattdessen am Indianapolis 500 teilzunehmen, das er ebenfalls gewann. In der Fahrerwertung führte Clark überlegen vor den beiden B.R.M.-Fahrern Graham Hill und Jackie Stewart, die nur noch theoretische Chancen auf den Weltmeistertitel hatten. Für den Gewinn des Konstrukteurstitels benötigte Lotus ebenfalls nur noch einen weiteren Sieg.
Lotus meldete zum ersten Mal in der Saison drei Wagen für den Grand Prix. Neben den Stammfahrern Clark und Mike Spence erhielt Gerhard Mitter einen Wagen; für ihn war es das einzige Saisonrennen. Mitter fuhr bereits beim Großen Preis von Deutschland 1964 einen Lotus. Auch Brabham meldete drei Fahrzeuge, Teambesitzer Jack Brabham kehrte nach einem Rennen Pause zurück und fuhr neben seinen Teamkollegen Denis Hulme und Dan Gurney. Honda verzichtete auf einen Start und bereitete sich stattdessen intensiv auf den Großen Preis von Italien vor.
Bei den Teams mit Kundenfahrzeugen änderten sich die Fahrerpaarungen ebenfalls. DW Racing Enterprises fuhr mit Bob Anderson und Paul Hawkins. Anderson beendete anschließend die Saison, für Hawkins war es das letzte Rennen in der Automobil-Weltmeisterschaft. Hawkins setzte seine Karriere anschließend in der Sportwagen-Weltmeisterschaft fort. Bei Reg Parnell Racing pausierte Innes Ireland für ein Rennen, für ihn bestritt Chris Amon sein letztes Saisonrennen. Amon fuhr das letzte Mal einen Lotus in der Automobil-Weltmeisterschaft und bestritt auch 1966 nur ein Rennen für Cooper. Die Scuderia Centro Sud meldete zwei BRM P57 für Masten Gregory und Roberto Businello. Gregory kehrte nach einem Rennen Pause zurück, Businello nach vier Jahren. Ian Raby Racing mit Ian Raby war zum letzten Mal für einen Grand Prix gemeldet, Raby setzte seine Karriere 1966 in der Formel 2 fort.
Mit Joakim Bonnier, Hill und John Surtees nahmen drei ehemalige Sieger am Rennen teil, Surtees gewann 1963 und 1964 den Grand Prix. Bei den Konstrukteuren gewann Ferrari achtmal, Lotus und B.R.M. jeweils einmal.

### Training
Ursprünglich waren vier Trainingssitzungen geplant, die Veranstalter reduzierten die Anzahl aber auf drei. Die erste Trainingssitzung fand am Freitagmorgen statt und dauerte zwei Stunden. Lotus fuhr zum Beginn langsame Rundenzeiten, die Konkurrenz hingegen unterbot schnell die Pole-Zeit des Vorjahres. Schnellster Fahrer war Stewart vor Surtees, Hill und Gurney. Stewart war neun Sekunden schneller als die schnellste Trainingsrunde der Vorjahresveranstaltung. Raby und Attwood blieben mit technischen Problemen auf der Strecke stehen und es dauerte bis zum Ende des Trainings, bevor die Wagen zurück in die Boxengasse gebracht wurden.
Am Freitagnachmittag startete das zweite Training. Clark verbesserte die Bestzeit um weitere acht Sekunden. Stewart blieb mit Elektronikschaden stehen und verpasste dadurch die gesamte Trainingssitzung. Hill, Surtees und Gurney fuhren ebenfalls Zeiten unter 8:30 Minuten und überholten Stewart in der Rangfolge, blieben jedoch deutlich hinter Clark zurück. Anderson verunfallte nach einem Dreher, kollidierte mit einigen Bäumen und beschädigte seinen Brabham. Er überstand den Unfall unverletzt und wurde von Joseph Siffert zurück in die Boxengasse gefahren.
Ein weiteres zweistündiges Training fand am Samstag statt; nur wenige Fahrer konnten die jeweiligen Bestzeiten noch verbessern. Stewart umrundete die Strecke in 8:26,1 Minuten und war damit neuer Zweiter; die anderen Positionen im vorderen Feld blieben unverändert. Mit mehr als drei Sekunden Vorsprung sicherte sich Clark seine vierte Pole-Position der Saison. Stewart startete von Platz zwei vor seinem Teamkollegen Hill. Surtees wurde Vierter vor Gurney und Spence, dahinter folgten Lorenzo Bandini und Jochen Rindt. Als bester Fahrer mit Kundenfahrzeug qualifizierte sich Joakim Bonnier auf Rang neun, die ersten Zehn wurde von Bruce McLaren komplettiert. Hulme und Brabham starteten im hinteren Feld. 19 Fahrzeuge wurden fürs Rennen zugelassen, sodass mit Businello und Raby zwei Fahrer sich nicht fürs Rennen qualifizierten.

### Rennen
Vor Rennbeginn regnete es leicht für wenige Minuten, die Strecke wurde dadurch aber nur geringfügig nass und war zum Start vollständig trocken. Anderson verzichtete auf einen Rennstart, da sein Brabham durch den Trainingsunfall zu stark beschädigt war. Clark ging in Führung und baute sich bereits während der ersten Runde einen größeren Vorsprung auf die Konkurrenz auf. Er brach den bestehenden Rundenrekord deutlich und war drei Sekunden schneller als die Konkurrenz. Surtees verlor durch ein Problem beim Schalten an Geschwindigkeit und fiel mehrere Plätze zurück. Nach einer Runde kam er in die Box, ließ den Getriebeschaden reparieren und konnte anschließend auch die höheren Gänge nutzen. Auch Attwood kam an die Box für eine erfolgreiche Motorreparatur. Hill verbesserte sich in der ersten Runde auf den zweiten Platz, dahinter kämpften Gurney und Stewart um Rang drei. Mit einigen Sekunden Abstand folgten Bandini und Spence.
In Runde acht stellte Clark einen weiteren neuen Streckenrekord auf und verbesserte den bestehenden um neun Sekunden. Hill blieb in Sichtweite zu Clark, dahinter entstand bereits eine größere Lücke zu Gurney. Stewart kam durch einen Fahrfehler von der Strecke ab und beschädigte dabei die Aufhängung seines B.R.M. Er kam an die Box, doch die Mechaniker konnten den Schaden nicht beheben und für Stewart war das Rennen beendet. Gardner, Amon und Hawkins schieden ebenfalls in den ersten Rennrunden aus, Ursache waren unterschiedliche Defekte. Bandini, McLaren, Spence, Rindt, Siffert, Bonnier, Brabham, Hulme und Mitter bildeten ein größeres Mittelfeld, das um den vierten Platz kämpfte. Hulme schied aus diesem Duell in Runde fünf durch Kraftstoffverlust aus, McLaren folgte ihm zwei Runden später mit Getriebeschaden. Anschließend stellten in Runde acht Spence und Attwood sowie Mitter in Runde neun ihre Fahrzeuge ab. Ausfallursache für Mitter war ein Schaden an der Antriebswelle. Siffert schied mit Motorschaden aus.
Rindt verbesserte sich durch die Ausfälle der Konkurrenz und nach einem Dreher von Bandini auf den vierten Platz vor Brabham. Clark fuhr einen weiteren Rundenrekord und lag bereits 25 Sekunden vor Hill. Nur Surtees fuhr zu dieser Zeit ähnliche Rundenzeiten, er schied jedoch mit Getriebeschaden aus. Nur acht Fahrzeuge waren noch im Rennen. Clark hielt den Abstand zu Hill konstant bei über 20 Sekunden und gewann das Rennen überlegen. Neben der schnellsten Runde und der Pole-Position hatte er alle Rennrunden angeführt, er erreichte damit seinen dritten Grand Slam der Saison. Nach Clark schaffte es kein Fahrer mehr, dreimal in einer Saison einen Grand Slam zu erreichen. Es war der achte und letzte Grand Slam seiner Karriere, ein Rekord, der nach wie vor besteht. Mit dem Sieg sicherte sich Clark vorzeitig seine zweite und letzte Fahrerweltmeisterschaft. Der 1. August war der bis dahin früheste Zeitpunkt, an dem ein Weltmeister vorzeitig feststand. Erst in der Formel-1-Weltmeisterschaft 2002 brach Michael Schumacher diesen Rekord, als er bereits am 21. Juli Weltmeister wurde. Für Clark war es der fünfte Sieg in Folge und der sechste von sechs Saisonrennen, an denen er teilgenommen hatte. Es blieb sein einziger beim Großen Preis von Deutschland. Wie schon in der Automobil-Weltmeisterschaft 1963 erreichte er die durch die Streichresultateregelung maximal mögliche Punktzahl. Das gelang später keinem anderen Fahrer mehr. Lotus wurde durch den Sieg Konstrukteursweltmeister, ebenfalls mit der maximal möglichen Punktzahl. Für Climax als Motorenlieferant war es der letzte Sieg in der Automobil-Weltmeisterschaft.
In den letzten Runden kam Gurney bis auf fünf Sekunden an Hill heran, der seinen Vorsprung aber hielt und auf Platz zwei über die Ziellinie fuhr. Gurney wurde zum zweiten Mal in Folge Dritter. Rindt wurde mit drei Minuten Rückstand auf Clark Vierter und erhielt die ersten Punkte seiner Karriere in der Automobil-Weltmeisterschaft. Rindt wurde der erste österreichische Fahrer, dem das gelang. Die weiteren Punkte gingen an Brabham und Bandini. Bonnier wurde auf Platz sieben gewertet, Gregory auf Rang acht. In der Fahrerwertung blieben die ersten vier Ränge unverändert, Hill baute seinen Vorsprung auf den Teamkollegen Stewart wieder auf fünf Punkte aus. In der Konstrukteurswertung änderten sich die Positionen ebenfalls nicht, B.R.M. hatte als Zweiter 18 Zähler Vorsprung auf Ferrari.
Nach dem Rennen sagte Clark in einem Interview, dass 1965 das beste Jahr seiner Karriere sei und er es als sein „Magisches Jahr“ in Erinnerung behalten werde, da er sowohl das Indianapolis 500 als auch die Weltmeisterschaft gewonnen habe.

## Meldeliste
| Team                        | Nr. | Fahrer             | Chassis      | Motor           | Reifen |
| --------------------------- | --- | ------------------ | ------------ | --------------- | ------ |
| Team Lotus                  | 01  | Jim Clark          | Lotus 33     | Climax 1.5 V8   | D      |
| Team Lotus                  | 02  | Mike Spence        | Lotus 33     | Climax 1.5 V8   | D      |
| Team Lotus                  | 03  | Gerhard Mitter     | Lotus 25     | Climax 1.5 V8   | D      |
| Brabham Racing Organisation | 04  | Jack Brabham       | Brabham BT11 | Climax 1.5 V8   | G      |
| Brabham Racing Organisation | 05  | Dan Gurney         | Brabham BT11 | Climax 1.5 V8   | G      |
| Brabham Racing Organisation | 06  | Denis Hulme        | Brabham BT7  | Climax 1.5 V8   | G      |
| Scuderia Ferrari SpA SEFAC  | 07  | John Surtees       | Ferrari 1512 | Ferrari 1.5 B12 | D      |
| Scuderia Ferrari SpA SEFAC  | 08  | Lorenzo Bandini    | Ferrari 158  | Ferrari 1.5 V8  | D      |
| Owen Racing Organisation    | 09  | Graham Hill        | BRM P261     | BRM 1.5 V8      | D      |
| Owen Racing Organisation    | 10  | Jackie Stewart     | BRM P261     | BRM 1.5 V8      | D      |
| Cooper Car Company          | 11  | Bruce McLaren      | Cooper T77   | Climax 1.5 V8   | D      |
| Cooper Car Company          | 12  | Jochen Rindt       | Cooper T77   | Climax 1.5 V8   | D      |
| Rob Walker Racing Team      | 16  | Joakim Bonnier     | Brabham BT7  | Climax 1.5 V8   | D      |
| Rob Walker Racing Team      | 17  | Joseph Siffert     | Brabham BT11 | BRM 1.5 V8      | D      |
| DW Racing Enterprises       | 18  | Bob Anderson       | Brabham BT11 | Climax 1.5 V8   | D      |
| DW Racing Enterprises       | 22  | Paul Hawkins       | Lotus 33     | Climax 1.5 V8   | D      |
| Reg Parnell Racing          | 19  | Chris Amon         | Lotus 25     | BRM 1.5 V8      | D      |
| Reg Parnell Racing          | 20  | Richard Attwood    | Lotus 25     | BRM 1.5 V8      | D      |
| John Willment Automobiles   | 21  | Frank Gardner      | Brabham BT11 | BRM 1.5 V8      | D      |
| Ian Raby Racing             | 23  | Ian Raby           | Brabham BT3  | BRM 1.5 V8      | D      |
| Scuderia Centro Sud         | 24  | Masten Gregory     | BRM P57      | BRM 1.5 V8      | D      |
| Scuderia Centro Sud         | 25  | Roberto Bussinello | BRM P57      | BRM 1.5 V8      | D      |

## Klassifikationen

### Startaufstellung
| Pos. | Fahrer             | Konstrukteur   | Zeit       | Ø-Geschwindigkeit | Start |
| ---- | ------------------ | -------------- | ---------- | ----------------- | ----- |
| 01   | Jim Clark          | Lotus-Climax   | 8:22,7     | 163,35 km/h       | 01    |
| 02   | Jackie Stewart     | B.R.M.         | 8:26,1     | 162,25 km/h       | 02    |
| 03   | Graham Hill        | B.R.M.         | 8:26,8     | 162,03 km/h       | 03    |
| 04   | John Surtees       | Ferrari        | 8:27,8     | 161,71 km/h       | 04    |
| 05   | Dan Gurney         | Brabham-Climax | 8:29,0     | 161,33 km/h       | 05    |
| 06   | Mike Spence        | Lotus-Climax   | 8:33,4     | 159,95 km/h       | 06    |
| 07   | Lorenzo Bandini    | Ferrari        | 8:33,8     | 159,82 km/h       | 07    |
| 08   | Jochen Rindt       | Cooper-Climax  | 8:37,5     | 158,68 km/h       | 08    |
| 09   | Joakim Bonnier     | Brabham-Climax | 8:37,9     | 158,56 km/h       | 09    |
| 10   | Bruce McLaren      | Cooper-Climax  | 8:39,0     | 158,22 km/h       | 10    |
| 11   | Joseph Siffert     | Brabham-B.R.M. | 8:39,6     | 158,04 km/h       | 11    |
| 12   | Gerhard Mitter     | Lotus-Climax   | 8:40,4     | 157,79 km/h       | 12    |
| 13   | Denis Hulme        | Brabham-Climax | 8:42,3     | 157,22 km/h       | 13    |
| 14   | Jack Brabham       | Brabham-Climax | 8:44,9     | 156,44 km/h       | 14    |
| 15   | Chris Amon         | Lotus-B.R.M.   | 8:50,5     | 154,79 km/h       | 15    |
| 16   | Richard Attwood    | Lotus-B.R.M.   | 8:57,7     | 152,72 km/h       | 16    |
| 17   | Frank Gardner      | Brabham-B.R.M. | 8:59,3     | 152,26 km/h       | 17    |
| 18   | Masten Gregory     | B.R.M.         | 9:14,3     | 148,14 km/h       | 18    |
| 19   | Paul Hawkins       | Lotus-Climax   | 9:16,8     | 147,48 km/h       | 19    |
| 20   | Bob Anderson       | Brabham-Climax | keine Zeit | –                 | –     |
| DNQ  | Roberto Bussinello | B.R.M.         | 9:17,7     | 147,24 km/h       | –     |
| DNQ  | Ian Raby           | Brabham-B.R.M. | 9:17,8     | 147,21 km/h       | –     |

### Rennen
| Pos. | Fahrer          | Konstrukteur   | Runden | Stopps | Zeit      | Start | Schnellste Runde |
| ---- | --------------- | -------------- | ------ | ------ | --------- | ----- | ---------------- |
| 01   | Jim Clark       | Lotus-Climax   | 15     | 0      | 2:07:52,4 | 01    | 8:24,1 (10.)     |
| 02   | Graham Hill     | B.R.M.         | 15     | 0      | + 15,9    | 03    |                  |
| 03   | Dan Gurney      | Brabham-Climax | 15     | 0      | + 21,4    | 05    |                  |
| 04   | Jochen Rindt    | Cooper-Climax  | 15     | 0      | + 3:29,3  | 08    |                  |
| 05   | Jack Brabham    | Brabham-Climax | 15     | 0      | + 4:41,2  | 14    |                  |
| 06   | Lorenzo Bandini | Ferrari        | 15     | 0      | + 5:08,6  | 07    |                  |
| 07   | Joakim Bonnier  | Brabham-Climax | 15     | 1      | + 5:58,5  | 09    |                  |
| 08   | Masten Gregory  | B.R.M.         | 14     | 0      | + 1 Runde | 18    |                  |
| –    | John Surtees    | Ferrari        | 11     | 1      | DNF       | 04    |                  |
| –    | Joseph Siffert  | Brabham-B.R.M. | 9      | 0      | DNF       | 11    |                  |
| –    | Richard Attwood | Lotus-B.R.M.   | 8      | 0      | DNF       | 16    |                  |
| –    | Mike Spence     | Lotus-Climax   | 8      | 0      | DNF       | 06    |                  |
| –    | Gerhard Mitter  | Lotus-Climax   | 8      | 0      | DNF       | 12    |                  |
| –    | Bruce McLaren   | Cooper-Climax  | 7      | 0      | DNF       | 10    |                  |
| –    | Denis Hulme     | Brabham-Climax | 5      | 0      | DNF       | 13    |                  |
| –    | Paul Hawkins    | Lotus-Climax   | 3      | 0      | DNF       | 19    |                  |
| –    | Chris Amon      | Lotus-B.R.M.   | 3      | 1      | DNF       | 15    |                  |
| –    | Jackie Stewart  | B.R.M.         | 2      | 1      | DNF       | 02    |                  |
| –    | Frank Gardner   | Brabham-B.R.M. | 0      | 0      | DNF       | 17    |                  |
| DNS  | Bob Anderson    | Brabham-Climax | –      | –      | –         | –     | –                |

## WM-Stände nach dem Rennen
Die ersten sechs des Rennens bekamen 9, 6, 4, 3, 2, 1 Punkte. Es zählten nur die sechs besten Ergebnisse aus zehn Rennen. In der Konstrukteurswertung zählten dabei nur die Punkte des bestplatzierten Fahrers eines Teams.

### Fahrerwertung
| Pos. | Fahrer          | Konstrukteur                | Punkte  |
| ---- | --------------- | --------------------------- | ------- |
| 01   | Jim Clark       | Lotus-Climax                | 54      |
| 02   | Graham Hill     | B.R.M.                      | 30 (32) |
| 03   | Jackie Stewart  | B.R.M.                      | 25      |
| 04   | John Surtees    | Ferrari                     | 17      |
| 05   | Dan Gurney      | Brabham-Climax              | 9       |
| 06   | Bruce McLaren   | Cooper-Climax               | 8       |
| 07   | Denis Hulme     | Brabham-Climax              | 8       |
| 08   | Lorenzo Bandini | Ferrari                     | 7       |
| 09   | Jack Brabham    | Brabham-Climax              | 5       |
| 10   | Mike Spence     | Lotus-Climax                | 4       |
| 11   | Jochen Rindt    | Cooper-Climax               | 3       |
| 12   | Joseph Siffert  | Brabham-B.R.M.              | 2       |
| 13   | Richie Ginther  | Honda                       | 1       |
| 14   | Joakim Bonnier  | Brabham-Climax              | 0       |
| 15   | Paul Hawkins    | Lotus-Climax / Brabham-Ford | 0       |
| 16   | Masten Gregory  | B.R.M.                      | 0       |

| Pos. | Fahrer          | Konstrukteur   | Punkte |
| ---- | --------------- | -------------- | ------ |
| 17   | Bob Anderson    | Brabham-Climax | 0      |
| 18   | Peter de Klerk  | Alfa Romeo     | 0      |
| 19   | Tony Maggs      | Lotus-B.R.M.   | 0      |
| 20   | Frank Gardner   | Brabham-B.R.M. | 0      |
| 21   | Lucien Bianchi  | B.R.M.         | 0      |
| 22   | Innes Ireland   | Lotus-B.R.M.   | 0      |
| 23   | Sam Tingle      | LDS-Alfa Romeo | 0      |
| 24   | Richard Attwood | Lotus-B.R.M.   | 0      |
| 25   | David Prophet   | Brabham-Ford   | 0      |
| 26   | Ronnie Bucknum  | Honda          | 0      |
| –    | John Love       | Cooper-Climax  | 0      |
| –    | Mike Hailwood   | Lotus-B.R.M.   | 0      |
| –    | Chris Amon      | Lotus-B.R.M.   | 0      |
| –    | John Rhodes     | Cooper-Climax  | 0      |
| –    | Gerhard Mitter  | Lotus-Climax   | 0      |

### Konstrukteurswertung
| Pos. | Konstrukteur   | Punkte  |
| ---- | -------------- | ------- |
| 01   | Lotus-Climax   | 54      |
| 02   | B.R.M.         | 39 (43) |
| 03   | Ferrari        | 21      |
| 04   | Brabham-Climax | 15      |
| 05   | Cooper-Climax  | 11      |
| 06   | Brabham-B.R.M. | 2       |

| Pos. | Konstrukteur   | Punkte |
| ---- | -------------- | ------ |
| 07   | Honda          | 2      |
| 08   | Brabham-Ford   | 0      |
| 09   | Alfa Romeo     | 0      |
| 10   | Lotus-B.R.M.   | 0      |
| 11   | LDS-Alfa Romeo | 0      |